# Rathangan (Kildare)
Rathangan (en gaèlic irlandès Ráth Iomgháin que vol dir "fort de Iomgháin") és una vila d'Irlanda, al comtat de Kildare, a la província de Leinster. Es troba a 65 kilòmetres de Dublín i a 14 kilòmetres de Kildare, a la intersecció de les carreteres regionals R401, R414 i R419. El riu Slate i el Gran Canal travessa la ciutat.
Rathangan es troba al costat del Bog d'Allen, i es troba molt aviat a les terres baixes del Curragh. Darrerament la vila ha crescut significativament fins a convertir-se en una ciutat dormitori de Dublín.

## Història
El rath o fortificació de Iomghain, pel que la vila rep el seu hom, data del 600 o del 700 i està sitat al nord-oest de l'actual vila a la carretera cap a Clonbulloge. L'extensió del Gran Canal a Monasterevin i Athy a finals del segle xviii va portar a la creació de la vila, a causa de la construcció d'habitatges per als enginyers del canal, que es complementa amb cases més magnífiques per la noblesa local.
El Bord na Móna incrementà la seva activitat a la zona el 1940, cosa que va fer augmentar la seva població i el nombre de treballadors transitoris, però el tancament dels sistemes de canals i la disminució dels interessos basats en el pantà per l'empresa va donar lloc al declivi de la ciutat. Al seu torn va provocar l'augment de l'emigració del jovent.
El repunt de l'economia d'Irlanda en la dècada de 1990 va tornar a augmentare la prosperitat, i l'ampliació de l'autopista M7 a través de les properes ciutats de Kildare i Monasterevin ha fer més accessible Dublín i hi ha augmentat la venda d'habitatges.

## Cultura
El festival Lughnasa de Rathangan se celebra durant les vacances de finals d'agost, per celebrar-hi arts i artesanies, música, literatura, història, i esports de la vila. Damien Dempsey, Jerry Fish and the Mudbug Club, The Blizzards, The Walls, Jack L, i John Spillane hi han actuat com a part del Lughnasa des de 2004. En el Lughnasa de 2009 hi va tenir lloc el major concert mai organitzat a Rathangan amb The Waterboys encapçalant el cartell amb Mundy.

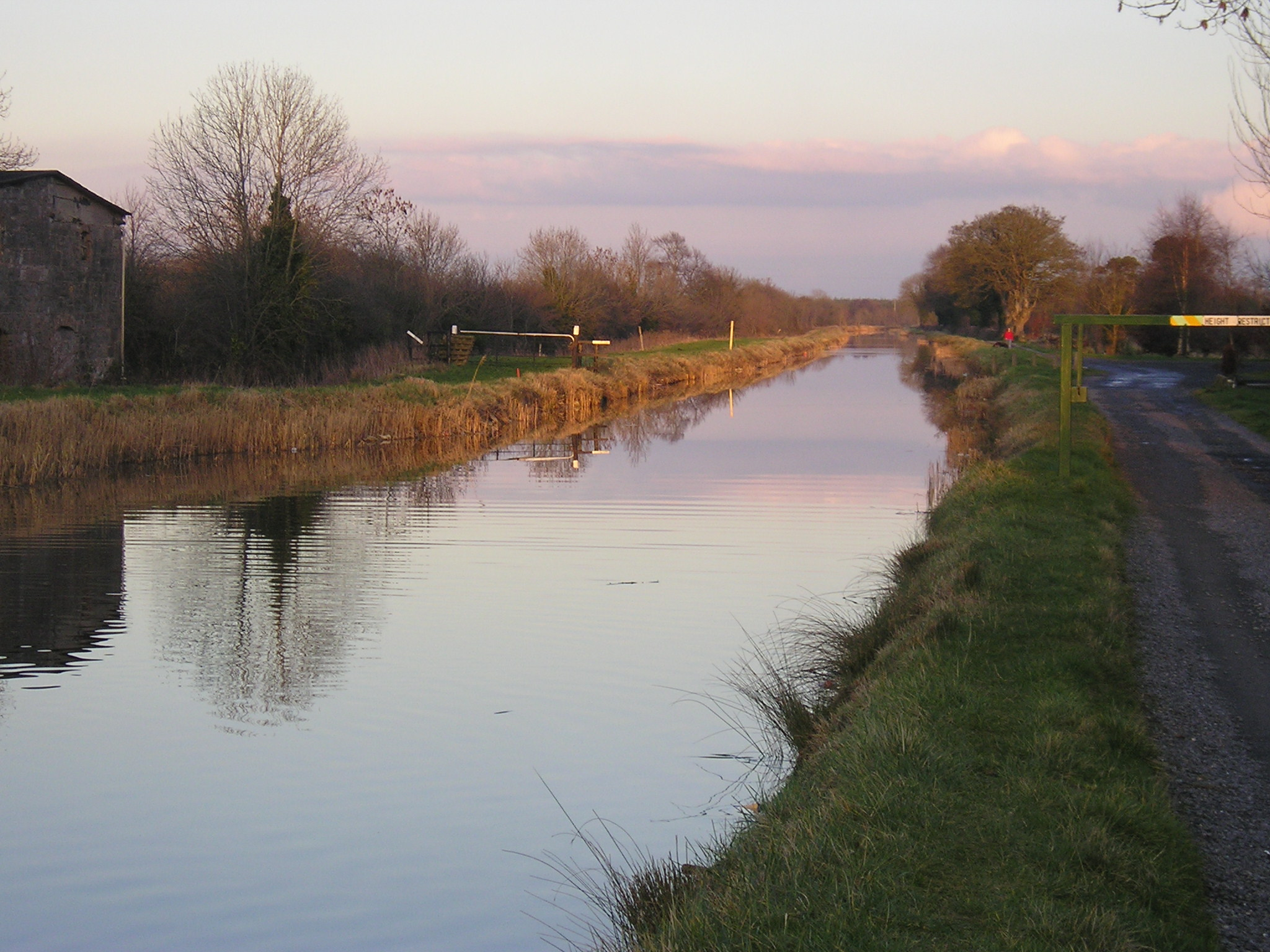
El Gran Canal.

## Personatges
- Brian Dowling; guanyador del Big Brother en 2002 i Ultimate Big Brother en 2010, ex-presentador de SMTV, i The Mint.[5]
- Jedward, duo de bessons guanyadors de The X Factor.[6]
- El militar George Pomeroy Colley, governador de Sud-àfrica.
- El poeta William A. Byrne (William Dara).
- Sean J Conlon propietari i fundador de Conlon & Co A Real Estate Merchant Bank a Chicago.